# چارلز شیپلی کاکس
چارلز شیپلی کاکس (انگلیسی: Charles Shipley Cox؛ ۱۱ سپتامبر ۱۹۲۲ – ۳۰ نوامبر ۲۰۱۵ (۹۳ ساله)) دانشمند در زمینه اقیانوس‌نگاری اهل ایالات متحده آمریکا بود.
وی همچنین برندهٔ جوایزی همچون نشان ملی علوم و مدال الکساندر اگسیز شده‌است.